# Liste von Höhlen im Hochsauerlandkreis

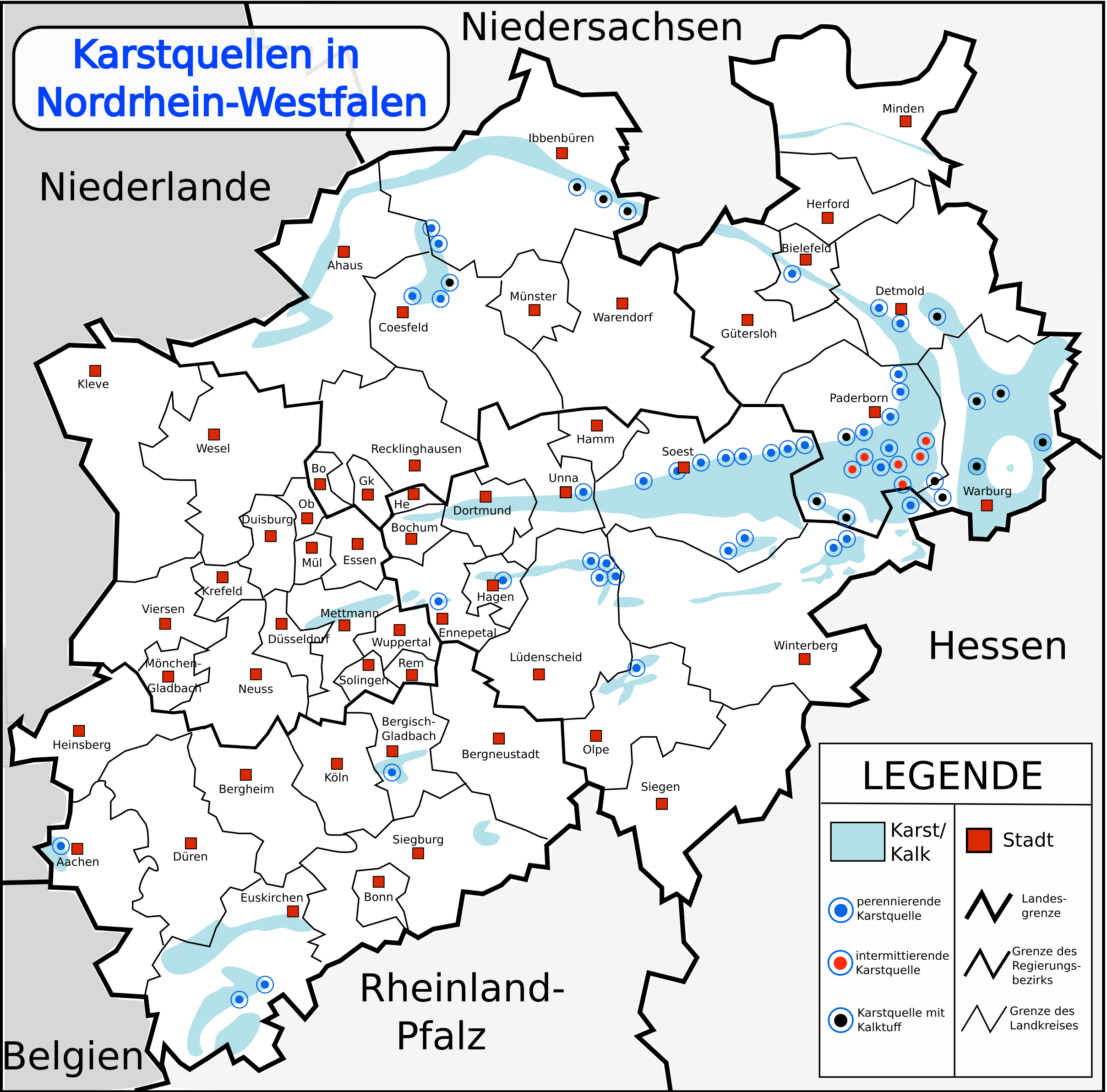
Karstzonen in Nordrhein-Westfalen

Die Liste von Höhlen im Hochsauerlandkreis beschreibt Höhlen unterschiedlicher Art und Länge, darunter auch einige zerstörte Höhlen, im Hochsauerlandkreis, Nordrhein-Westfalen.
Höhlen bildeten sich vor allem im mitteldevonischen Massenkalk der Region Sauerland. Insbesondere ab dem 19. Jahrhundert wurden einige Höhlen unter anderem von Johann Jacob Nöggerath, Rudolf Virchow, Emil Carthaus, Johann Carl Fuhlrott, Heinrich von Dechen und Hermann Schaaffhausen geologisch, paläontologisch und anthropologisch untersucht. Zu den höhlenforschenden Persönlichkeiten Ende des 20. und Anfang des 21. Jahrhunderts zählen Dieter W. Zygowski und Stefan Voigt.

## Liste
| Name                              | Stadt bzw. Gemeinde | Lage    | Länge/Tiefe (Meter) | Beschreibung | Bild           |
| --------------------------------- | ------------------- | ------- | ------------------- | --- | -------------- |
| Ostenberghöhle                    | Bestwig             |         | 622                 | 1991 entdeckt | weitere Bilder |
| Veledahöhle                       | Bestwig-Velmede     | Ruhrtal | 243                 | | weitere Bilder |
| Rösenbecker Höhle oder Hollenloch | Brilon-Rösenbeck    |         | 2.700               | | weitere Bilder |
| Große Sunderner Höhle             | Sundern             |         |                     | 1961 wurde die für die Öffentlichkeit nicht zugängliche Höhle entdeckt. Sie steht unter Natur- und Wasserschutz. |                |
| Illingheimer Höhle                | Sundern-Amecke      | Sümpfel | 120 (bislang)       | 1851 entdeckt; Eingang später verstürzt und 2012 wiederentdeckt.                                                 |                |